# Bùi Văn Thành (công an)
Bùi Văn Thành (sinh năm 1958) nguyên là một sĩ quan Công an nhân dân Việt Nam, cấp hàm Đại tá. Ông là cựu Trung tướng, Thứ trưởng Bộ Công an Việt Nam, Ủy viên Đảng ủy Công an Trung ương (2014-2018).
Năm 2018, ông bị Bộ Chính trị thi hành kỷ luật bằng hình thức cách chức tất cả các chức vụ trong Đảng; giao Ban cán sự đảng Chính phủ chỉ đạo thực hiện quy trình xử lý kỷ luật về hành chính và giáng cấp bậc hàm từ Trung tướng xuống Đại tá vì những vi phạm "rất nghiêm trọng" về bảo vệ bí mật Nhà nước, làm thất thoát tài sản Nhà nước, ảnh hưởng xấu đến ngành công an.
Ngày 14 tháng 12 năm 2018, ông bị cơ quan cảnh sát điều tra (Bộ Công an) khởi tố bị can, cấm đi khỏi nơi cư trú để điều tra dấu hiệu phạm tội Thiếu trách nhiệm gây hậu quả nghiêm trọng, theo điều 285 Bộ luật Hình sự năm 1999.
Đồng thời, trước khi ông Bùi Văn Thành bị khởi tố, Bộ trưởng bộ Công an đã ký Quyết định tước danh hiệu Công an nhân dân đối với ông Thành.
Chiều 30/1/2019, TAND Hà Nội tuyên phạt bị cáo Bùi Văn Thành mức án 2 năm 6 tháng tù về tội Thiếu trách nhiệm gây hậu quả nghiêm trọng.

## Xuất thân và giáo dục
Ông sinh năm 1958, quê tại Xóm Bùi, xã Khánh An, huyện Yên Khánh, tỉnh Ninh Bình.
Ông có bằng tiến sĩ.

## Sự nghiệp
Ông từng giữ các chức vụ Phó Trưởng phòng, Trưởng phòng, Trường Đại học Phòng cháy chữa cháy (1986); Phó Cục trưởng Cục Quản lý Khoa học kỹ thuật và môi trường, Tổng cục Hậu cần - Kỹ thuật Công an nhân dân (1999); Cục trưởng, Trưởng Ban Quản lý dự án, Tổng cục Hậu cần - Kỹ thuật Công an nhân dân (2005).
Năm 2008, ông mang quân hàm Đại tá, giữ chức vụ Phó Tổng cục trưởng Tổng cục Kỹ thuật Công an nhân dân.
Năm 2012, ông mang quân hàm Thiếu tướng, giữ chức vụ Phó Tổng cục trưởng Tổng cục Hậu cần- Kỹ thuật Bộ Công an.
Trước khi được bổ nhiệm vào chức vụ Thứ trưởng Công an, ông là Phó Tổng cục trưởng Tổng cục Kỹ thuật Bộ Công an, hàm Đại tá (sau thăng Thiếu tướng).
Chiều ngày 13 tháng 8 năm 2014, ông được Thủ tướng Chính phủ Việt Nam Nguyễn Tấn Dũng bổ nhiệm vào chức vụ Thứ trưởng Bộ Công an. Cùng ngày, ông được Chủ tịch nước Trương Tấn Sang thăng quân hàm từ Thiếu tướng lên Trung tướng, phụ trách công tác Hậu cần - Kỹ thuật CAND, lực lượng Cảnh sát phòng cháy và chữa cháy. Ngoài ra, ông còn là Ủy viên Đảng ủy Công an Trung ương (2010 - 2015, 2016 - 2018).
Ngày 28 tháng 7 năm 2018, ông bị Bộ Chính trị Ban Chấp hành Trung ương Đảng Cộng sản Việt Nam kỷ luật bằng hình thức cách chức tất cả các chức vụ trong Đảng Cộng sản Việt Nam.
Ngày 8 tháng 8 năm 2018, ông bị Thủ tướng Nguyễn Xuân Phúc ký quyết định cách chức Thứ trưởng Bộ Công an và ký tờ trình Chủ tịch nước Trần Đại Quang giáng 2 cấp bậc hàm từ Trung tướng xuống Đại tá.
Sau đó, theo Quyết định số 1388/QĐ-CTN, giáng cấp bậc hàm Trung tướng Bùi Văn Thành xuống Đại tá.
Ngày 14 tháng 8 năm 2018, Bộ trưởng Bộ Công an Tô Lâm ban hành quyết định xóa tư cách Phó tổng cục trưởng Tổng cục Hậu cần - Kỹ thuật đối với ông Bùi Văn Thành.

## Kỷ luật
Chiều ngày 27 tháng 7 năm 2018, Ủy ban Kiểm tra Trung ương Đảng Cộng sản Việt Nam kết luận vi phạm của trung tướng Bùi Văn Thành là "rất nghiêm trọng", làm thất thoát tài sản Nhà nước, ảnh hưởng xấu đến ngành công an: vi phạm nguyên tắc tập trung dân chủ, thiếu trách nhiệm, buông lỏng lãnh đạo, quản lý, thiếu kiểm tra, giám sát, để xảy ra nhiều vi phạm, khuyết điểm tại Tổng cục IV; vi phạm các quy định về bảo vệ bí mật Nhà nước và Quy chế làm việc của Bộ Công an; ký văn bản của Bộ Công an đề xuất bán chỉ định một số cơ sở nhà, đất an ninh không đúng quy định pháp luật; ký một số văn bản không đúng thẩm quyền được phân công phụ trách. Vụ việc được cho là có liên quan đến vụ án Phan Văn Anh Vũ. Thứ trưởng Bộ Công an Bùi Văn Thành đã tự ý ký quyết định cho Phan Văn Anh Vũ tham gia đoàn đi nước ngoài và đề nghị cấp hộ chiếu ngoại giao cho Phan Văn Anh Vũ không đúng đối tượng, không đúng tiêu chuẩn.
Ngày 28 tháng 7 năm 2018, Bộ Chính trị quyết định kỷ luật Trung tướng Bùi Văn Thành bằng hình thức cách chức tất cả các chức vụ trong Đảng (Uỷ viên Ban chấp hành Đảng bộ Công an Trung ương nhiệm kỳ 2016 - 2021; Uỷ viên Ban chấp hành Đảng bộ Tổng cục Hậu cần - Kỹ thuật Bộ Công an nhiệm kỳ 2010 - 2015); giao Ban cán sự đảng Chính phủ chỉ đạo thực hiện quy trình xử lý kỷ luật về hành chính và giáng cấp bậc hàm đối với Trung tướng Thành.
Chiều ngày 8 tháng 8 năm 2018, Thủ tướng Nguyễn Xuân Phúc ký quyết định 989/QĐ-TTg cách chức Thứ trưởng Bộ Công an đối với ông Bùi Văn Thành, do có những vi phạm, khuyết điểm rất nghiêm trọng trong công tác và Bộ Chính trị đã kỷ luật về Đảng.
Cùng ngày, Thủ tướng Nguyễn Xuân Phúc đã ký tờ trình Chủ tịch nước Trần Đại Quang giáng 2 cấp bậc hàm từ Trung tướng xuống Đại tá đối với ông Bùi Văn Thành.
Sau đó, theo Quyết định số 1388/QĐ-CTN, giáng cấp bậc hàm Trung tướng Bùi Văn Thành xuống Đại tá.
Ngày 14 tháng 12 năm 2018, ông bị cơ quan cảnh sát điều tra (Bộ Công an) khởi tố bị can, cấm đi khỏi nơi cư trú để điều tra dấu hiệu phạm tội Thiếu trách nhiệm gây hậu quả nghiêm trọng, theo điều 285 Bộ luật Hình sự năm 1999.
Đồng thời, trước khi ông Bùi Văn Thành bị khởi tố, Bộ trưởng bộ Công an Tô Lâm đã ký Quyết định tước danh hiệu Công an nhân dân đối với ông Thành.

## Tội phạm
Theo Cáo trạng VKSND Tối cao, với vai trò Thứ trưởng Bộ Công an (2014-2018) phụ trách Tổng cục hậu cần (đơn vị quản lý đất công sản), ngày 28/5/2015, ông Bùi Văn Thành đã ký tờ trình của Vũ nhôm và đề xuất của Phan Hữu Tuấn (Tổng cục trưởng Tổng cục V), xin Thủ tướng được mua chỉ định lô đất tại 129 Pasteur (quận 3) "để phục vụ nghiệp vụ ngành công an". Sau đó, khu đất được chuyển quyền sử dụng sang cá nhân khác gây thất thoát cho Nhà nước hơn 222 tỷ đồng. Kháng cáo tại tòa phúc thẩm ngày 11.6.2019, ông Thành cho biết, chủ trương bán lô nhà đất ở 129 Pasteur (TP HCM) được ông ký duyệt là theo phân công, chỉ đạo của cấp trên.
Chiều ngày 30 tháng 1 năm 2019, Tòa án nhân dân thành phố Hà Nội tuyên phạt Bùi Văn Thành mức án 2 năm 6 tháng tù về tội Thiếu trách nhiệm gây hậu quả nghiêm trọng. Cựu thứ trưởng Bộ Công an Bùi Văn Thành thiếu trách nhiệm trong việc chỉ đạo, kiểm tra, theo dõi, thẩm định nhà đất tại số 129 Pasteur (TP HCM), không chỉ đạo Tổng cục IV có văn bản thông báo để Tổng cục V biết theo dõi cơ sở nhà đất phục vụ mục đích an ninh.

## Phát ngôn
Sáng 30/1/2019, trước khi HĐXX nghị án, bị cáo Bùi Văn Thành được nói lời sau cùng:
Tôi có nguyện vọng mong được HĐXX xem xét: Tôi đã nhận thức được hành vi của mình, nhận trách nhiệm trước Đảng, Nhà nước và nhân dân. Lương tâm tôi luôn day dứt vì vụ án để lại hậu quả xấu cho xã hội, ảnh hưởng đến uy tín ngành công an. Tôi thành thật xin lỗi Đảng, Nhà nước, ngành công an và nhân dân! Lương tâm lúc nào cũng cắt rứt vì làm mất danh dự bản thân.

## Lịch sử thụ phong quân hàm
| Năm thụ phong | 2008   | 2012        | 2014        | 2018                  |
| ------------- | ------ | ----------- | ----------- | --------------------- |
| Cấp hiệu      |        |             |             |                       |
| Tên cấp hiệu  | Đại tá | Thiếu tướng | Trung tướng | Đại tá (bị giáng cấp) |